# Yehe
Yehe (kinesiska: 野鹤) är en köping i sydvästra Kina. Den ligger i Zhong härad i storstadsområdet Chongqing, omkring 180 kilometer nordost om det centrala stadsdistriktet Yuzhong. Antalet invånare är 19 964. Befolkningen består av 9 704 kvinnor och 10 260 män. Barn under 15 år utgör 20,0 %, vuxna 15-64 år 65 %, och äldre över 65 år 14,0 %.